# 荒井洸子
荒井 洸子（あらい こうこ、1946年7月22日 - ）は、日本の女優、声優。北海道出身。オフィスのいり所属。

## 出演作品

### テレビドラマ
NHK
- 金曜時代劇「秘太刀 馬の骨」
- はっぴぃウェディング
- ファイト
- 八日目の蝉 第3話

TBS
- 金曜日の恋人たちへ
- 渡る世間は鬼ばかり

ANB（テレビ朝日）
- 文吾捕物帳
- 土曜ワイド劇場「疑惑」
- 六本木キャバクラ天使

TX
- 水曜ミステリー「クラブママ 立花小夜子」
- お命頂戴! 最終話

### 舞台
- シュガー
- 旅情
- 屋根の上のバイオリン弾き
- サウンドオブミュージック
- マイ・フェア・レディ
- 南太平洋
- 王様と私
- ナイン
- オリバー
- シュルプールの雨傘
- 紳士は金髪がお好き
- ラ マンチャの男
- レ・ミゼラブル
- 船長
- カルメン
- ジキルとハイド
- 回転木馬
- 奇妙な果実
- モモーヌ
- ザッツ・ジャパニーズ・ミュージカル
- ユーリンタウン
- INTO THE WOODS
- 醉いどれ天使[1]

### 吹き替え
- プリンセスと魔法のキス（ママ・オーディ）